# Journal of Field Archaeology
Le Journal of Field Archaeology est une revue académique américaine évaluée par des pairs portant sur le travail archéologique de terrain (fouilles, prospection au sol et recherches en laboratoire) dans toutes les régions du monde. Elle est publiée par Routledge pour le compte de l'Université de Boston et de sa rédactrice en chef Christina Luke.

## Histoire
La revue est créée en 1974 par l'Association for Field Archaeology (Association pour l'archéologie de terrain). James Wiseman, le rédacteur en chef fondateur, décrit son objectif comme étant de promouvoir une recherche internationale et interdisciplinaire en archéologie, par opposition à d'autres revues régionales ou spécifiques à une période donnée, et elle est citée comme un exemple de revue qui comble le fossé entre l'archéologie anthropologique et l'archéologie classique.
Initialement publiée par l'Université de Boston, elle est passée à Maney Publishing (en) en 2010, puis à Routledge en 2016, lorsque la société a acquis Maney.
Une étude réalisée en 2002 n'a trouvé aucun écart entre la proportion de citation d'autrices par les auteurs ou les autrices des articles publiés par la revue entre 1989 et 1998, contrairement à d'autres grandes revues d'anthropologie.